# فرودگاه رامونا
 فرودگاه رامونا (به انگلیسی: Ramona Airport) یک فرودگاه همگانی بهره‌برداری هوایی است که یک باند فرود آسفالت دارد و طول باند آن ۱۵۲۴ متر است. این فرودگاه در شهر شهرستان سن دیه‌گو، کالیفرنیا کشور ایالات متحده آمریکا قرار دارد و در ارتفاع ۴۲۵ متری از سطح دریا واقع شده است.